# Lebanon (Kansas)
Lebanon és una població dels Estats Units a l'estat de Kansas. Segons el cens del 2000 tenia 303 habitants.

## Demografia
Segons el cens del 2000, Lebanon tenia 303 habitants, 151 habitatges, i 91 famílies. La densitat de població era de 365,6 habitants/km².
Dels 151 habitatges en un 15,9% hi vivien nens de menys de 18 anys, en un 54,3% hi vivien parelles casades, en un 3,3% dones solteres, i en un 39,1% no eren unitats familiars. En el 35,8% dels habitatges hi vivien persones soles el 19,2% de les quals corresponia a persones de 65 anys o més que vivien soles. El nombre mitjà de persones vivint en cada habitatge era de 2,01 i el nombre mitjà de persones que vivien en cada família era de 2,57.
Per edats la població es repartia de la següent manera: un 15,8% tenia menys de 18 anys, un 6,3% entre 18 i 24, un 21,5% entre 25 i 44, un 22,8% de 45 a 60 i un 33,7% 65 anys o més.
L'edat mediana era de 52 anys. Per cada 100 dones de 18 o més anys hi havia 102,4 homes.
La renda mediana per habitatge era de 23.056 $ i la renda mediana per família de 28.846 $. Els homes tenien una renda mediana de 22.750 $ mentre que les dones 13.250 $. La renda per capita de la població era de 12.245 $. Entorn del 13,2% de les famílies i el 22,1% de la població estaven per davall del llindar de pobresa.

## Poblacions més properes
El següent diagrama mostra les poblacions més properes.